# Indische Badmintonmeisterschaft 1973/74
Die Indische Badmintonmeisterschaft der Saison 1973/1974 fand vom 22. bis zum 29. Dezember 1973 in Gorakhpur statt. Es war die 38. Austragung der nationalen Titelkämpfe im Badminton in Indien.

## Medaillengewinner
| Disziplin    | Gold                              | Silber                      | Bronze                         |
| ------------ | --------------------------------- | --------------------------- | ------------------------------ |
| Herreneinzel | Prakash Padukone                  | Asif Parpia                 | Davinder Ahuja                 |
| Herreneinzel | Prakash Padukone                  | Asif Parpia                 | Raman Ghosh                    |
| Dameneinzel  | Ami Ghia                          | Sujatha Jain                | Morin Mathias                  |
| Dameneinzel  | Ami Ghia                          | Sujatha Jain                | Shobha Moorthy                 |
| Herrendoppel | Prakash Padukone Leroy D’sa       | Raman Ghosh Davinder Ahuja  | Partho Ganguli A. Chaudry      |
| Herrendoppel | Prakash Padukone Leroy D’sa       | Raman Ghosh Davinder Ahuja  | Asif Parpia Anil Pradhan       |
| Damendoppel  | Morin Mathias Vatsala Ramamoorthy | Jo Phillips Noreen Padua    | S. Baena S. V. John            |
| Damendoppel  | Morin Mathias Vatsala Ramamoorthy | Jo Phillips Noreen Padua    | Sujatha Jain Ami Ghia          |
| Mixed        | Asif Parpia Morin Mathias         | Prakash Padukone S. V. John | P. G. Chengappa Shobha Moorthy |
| Mixed        | Asif Parpia Morin Mathias         | Prakash Padukone S. V. John | Pradeep Gandhe B. Raman        |